# Hummingbird (Carly Pearce)
Hummingbird è il quarto album in studio dell'artista di musica country americana Carly Pearce. Hummingbird è stato pubblicato il 7 giugno 2024 tramite Big Machine Records e fa seguito al suo album del 2021 29: Written in Stone. Il progetto contiene quattordici tracce ed è stato prodotto da Pearce per la prima volta, insieme ai collaboratori abituali Shane McAnally e Josh Osborne. È stato preceduto dal singolo We Don't Fight Anymore, così come dai singoli promozionali Country Music Made Me Do It, Heels Over Head e dal brano omonimo.

## Tracce
1. Country Music Made Me Do It – 3:29 (Carly Pearce, Shane McAnally, Josh Osborne)
2. Truck on Fire – 3:08 (Pearce, Justin Ebach, Charles Kelley)
3. Still Blue – 3:24 (Pearce, Osborne, Natalie Hemby)
4. Heels Over Head – 3:14 (Pearce, McAnally, Osborne)
5. We Don't Fight Anymore (featuring Chris Stapleton) – 3:38 (Pearce, McAnally, Pete Good)
6. Rock Paper Scissors – 2:41 (Pearce, McAnally, Nicolle Galyon, Jordan Reynolds)
7. Oklahoma – 3:39 (Pearce, Galyon, Reynolds)
8. My Place – 3:38 (Pearce, Reynolds, Lauren Hungate)
9. Things I Don't Chase – 3:14 (Robyn Dell’Unto, Kat Higgins, Ava Supplesa)
10. Woman to Woman – 2:50 (Pearce, Hungate, Tofer Brown)
11. Fault Line – 3:19 (Pearce, Galyon, McAnally, Reynolds)
12. Pretty Please – 4:07 (Pearce, McAnally, Osborne)
13. Trust Issues – 3:01 (Pearce, Galyon, Reynolds)
14. Hummingbird – 4:27 (Pearce, Galyon, McAnally, Reynolds)